# Tenis
Tenis je sportska igra u kojoj se pomoću reketa i loptice dva ili četiri igrača nadmeću na označenom terenu. Osim što je vrlo raširen vid rekreacije tenis je i popularan sport, koji je standardno i u programima Olimpijskih igara.

## Osnovna pravila
Tenis igraju po dva igrača kod pojedinačne igre, odnosno četiri igrača (po dva u jednoj momčadi) kod igre parova. Osnovni cilj igre je reketom uputiti lopticu preko mreže na stranu protivnika na takav način da je protivnik ne uspije vratiti prije nego što loptica drugi puta padne na zemlju. Pri tome loptica mora nakon što pređe mrežu prvim udarcem u tlo pogoditi protivnikov teren. Igra počinje servisom, kojeg prvi izvodi igrač određen ždrijebom ili bacanjem novčića. Servis se izvodi iza zadnje linije vlastitog polja, a lopticom se mora pogoditi dijagonalno servisno polje. Servira se naizmjence u lijevo odnosno desno servisno polje protivnika, prema rasporedu igre. Poen se osvaja ako protivnik ne uspije vratiti lopticu koja je pala u njegov dio terena, ili ako protivnik lopticu uputi na način da prvim dodirom sa zemljom ne uspije pogododiti unutar označenog terena (tzv. aut).

## Teniski teren i oprema
Teniski teren je ravna površina koja je na sredini odjeljena mrežom visine 107 cm na rubovima, koja je na sredini nešto niža - 91 cm. Dimenzije terena se razlikuju za pojedinačnu odnosno igru parova, ali je uobičajeno da na jednom terenu postoje oznake za obje varijante. Još se na terenu sa svake strane ističu po dva servisna polja, u koja je, ovisno na koju se stranu servira, prilikom servisa potrebno ubaciti lopticu.
Moderni reket je napravljen od kompozitnih materijala (karbon, kevlar, različite legure željeza i aluminija) dok je ranije uglavnom bio od drveta. Reket se sastoji od ručke i glave reketa. Na glavi reketa su razapete žice, koje su danas također uglavnom od umjetnih materijala. Žice se napinju na različitu napetost (tvrdoću), ovisno o snazi i tehnici tenisača.

## Teniska natjecanja
Tenis se igra na amaterskom i profesionalnom nivou, uglavnom na turniskom principu, po sustavu ždrijeba i eliminacija. Tenis se profesionalno igra na turnirima čiji sudionici dobivaju novčane nagrade. Profesionalne turnire organiziraju i za njih propisuju pravila dvije organizacije: ATP koja brine o muškom tenisu te WTA koja brine o ženskom tenisu. Ti su turniri u većini slučajeva odvojeni, osim u slučaju Grand Slam turnira. Svaki nastup tenisača i tenisačica na profesionalnim turnirima se boduje, te se onda dobiva rang-lista koja pokazuje trenutni plasman pojedinca u svjetskom tenisu. Biti na prvom mjestu na toj ljestvici stvar je prestiža te rezultat koji mogu ostvariti samo najbolji tenisači na svijetu u tom trenutku.

### Grand Slam ili četiri najveća turnira
Četiri najpoznatija turnira, s najvećim novčanim nagradama i najvećim brojem bodova, za koje se obično koristi eng. izraz Grand Slam, jesu:
- Australian Open (otvoreno prvenstvo Australije)
- Roland Garros (French Open, tj. otvoreno prvenstvo Francuske)
- Wimbledon
- US Open (otvoreno prvenstvo SAD-a)

## Tenis u Hrvatskoj
Najuspješniji hrvatski tenisač svih vremena je Goran Ivanišević, koji je desetak godina bio u svjetskom vrhu, što je okrunio pobjedom u Wimbledonu. Sredinom 20. stoljeća Hrvatska je dala nekoliko svjetski poznatih igrača koji su nastupali za Jugoslaviju, a bili su nazivani četiri mušketira: Franjo Punčec, Josip Palada, Franjo Kukuljević i Dragutin Mitić.  
Sadašnji je najbolji hrvatski igrač Marin Čilić, a osim njega su vrhunski igrači Borna Ćorić, Ivan Dodig, Mate Pavić, Nikola Mektić. 
Hrvatska reprezentacija je najveći uspjeh u tenisu ostvarila osvajanjem Davis Cup 2005. godine. U sastavu reprezentacije tada su igrali Ivan Ljubičić, Mario Ančić i Ivo Karlović.
Najveća hrvatska tenisačica je Iva Majoli, koja je 1997. pobijedila u Roland Garrosu.
Mirjana Lučić-Baroni i Karolina Šprem se također mogu pohvaliti vrijednim rezultatima na WTA touru.
Trenutno najbolje hrvatske tenisačice su Ana Konjuh, Donna Vekić i Petra Martić. 
Tenis u Hrvatskoj ima dugu tradiciju, koju najbolje utjelovljuje Nikola Pilić. Pilić je nakon uspješne sportske karijere 60-ih i 70-ih postao trener i pet puta osvojio Davis Cup - tri puta s Nijemcima, jednom s hrvatskom momčadi i jednom vodeći reprezentaciju Srbije.
U Hrvatskoj se organizirao velik broj turnira (Popis međunarodnih turnira u Hrvatskoj).

## Teniski klubovi
- Dodatak:Popis hrvatskih teniskih klubova

## Teniski rekordi
- Najmlađi wimbledonski pobjednik - Boris Becker (17 godina i 227 dana)
- Najmlađi pobjednik wimbledonskog meča - Jennifer Capriati (26. lipnja 1990. – 14 godina i 89 dana)
- Najmlađa wimbledonska pobjednica - Martina Hingis (1996.) - 15 godina i 282 dana
- Pobjednik Wimbledona s najnižim rankingom - Goran Ivanišević (125.), 2001.
- Najviše pojedinačnih Grand Slam naslova (tenisačice) - Margaret Court (24)
- Najviše pojedinačnih Grand Slam naslova (tenisači) - Roger Federer (20)
- Najdulji profesionalni teniski meč - 11 h i 5 min, Wimbledon 24. lipnja 2010. igrali John Isner koji je pobijedio 6-4, 3-6, 6-7, 7-6, 70-68) Nicolasa Mahuta.
- Najdulja izmjena udaraca - 17 062, između Raya Millera i Roba Petersona (trajala 9 sati i 6 minuta) na dan 4. srpnja 2001.

## Poveznice
- Tenis na Olimpijskim igrama

## Vanjske poveznice
- UTR - Universal Tennis Rating
- Velika Punčecova generacija s kraja 30-tih godina 20. stoljeća